# Warschau

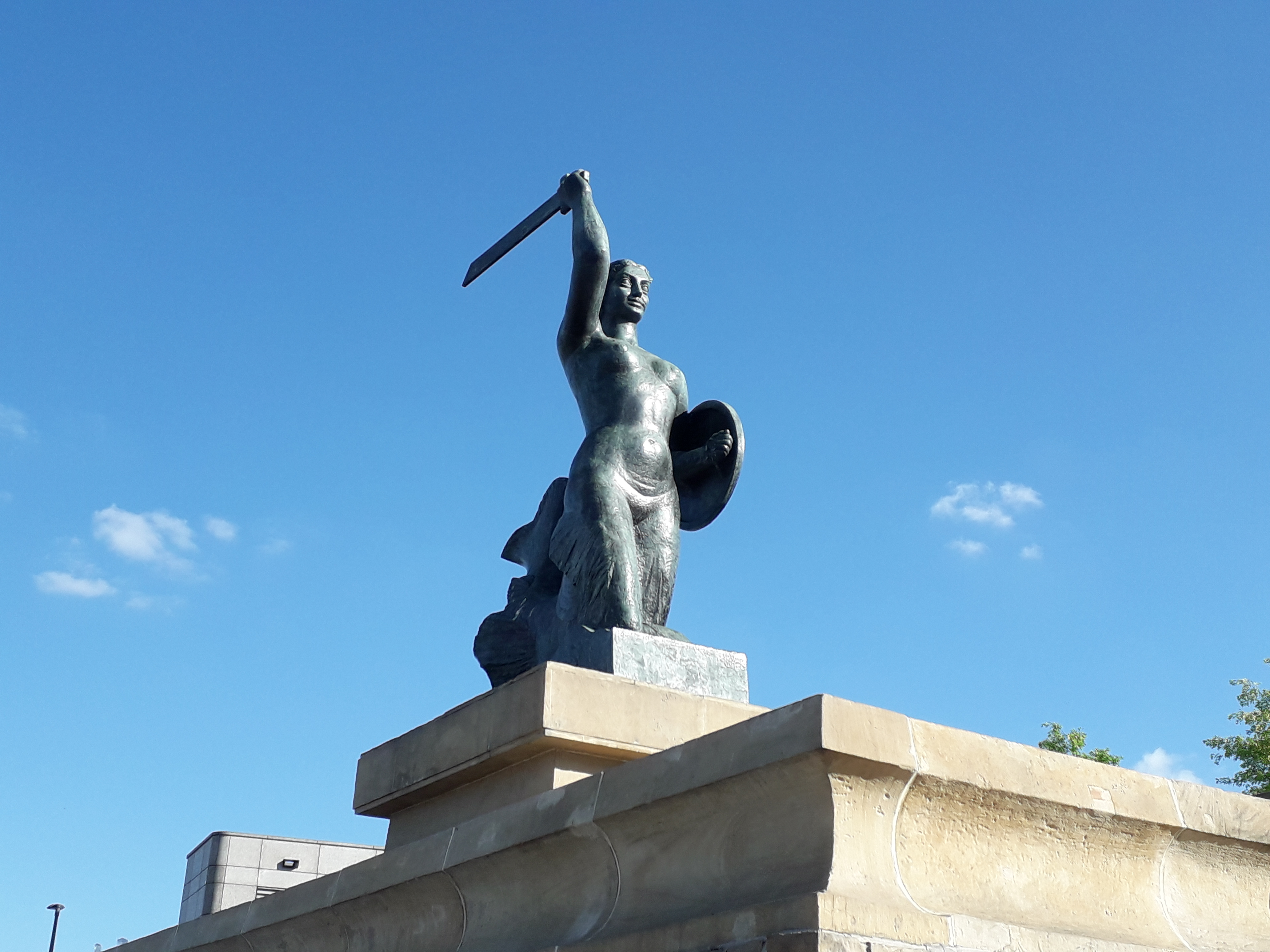
Beeld van de sirene van Warschau aan de rivier Wisla.

Warschau (Pools: Warszawa) is de hoofdstad van Polen. Met 1.860.281 inwoners (2021) is het tevens de grootste stad van dit land. De Metropoolregio Warschau telt 3.5 miljoen inwoners. 
De stad ligt in het historische landsdeel Mazovië aan de Wisła, waarbij het centrum op de linkeroever ligt en het stadsdeel Praga op de rechter. Het is ook de hoofdstad van het woiwodschap Mazovië. De vlag van Warschau bestaat uit twee even hoge horizontale banen in de kleuren geel (boven) en rood. 
Het historische centrum van de stad staat op de Werelderfgoedlijst van de UNESCO. De stad zelf wordt in de volksmond ook wel het "Parijs van het Oosten" genoemd, vooral vanwege haar architectuur en diversiteit.
Frontex, het Europees Grens- en kustwachtagentschap is gevestigd in Warschau.
Het BBP per inwoner van Warschau bedroeg in 2019 bijna €50.000. Dit was hoger dan in Berlijn, Utrecht of Wenen.

## Geschiedenis
Warschau is niet de oudste stad van Polen; de eerste vermelding dateert van 1241. Volgens een legende stamt de naam Warszawa af van twee geliefden, de visser Wars en het meisje Sawa, die de stad zouden hebben gesticht. Een andere variant op deze legende spreekt van twee broers. 
Aanvankelijk was het de hoofdstad van het vorstendom Mazovië, maar in 1596 verplaatste de Poolse koning zijn residentie van Kraków naar het centralere Warschau. 
Tijdens de Poolse delingen (1795-1918), waarbij Polen als autonome staat voor meer dan een eeuw werd opgeheven, werd Warschau bij het Russische rijk gevoegd. Enkele gebouwen herinneren nog aan die tijd. Op 7 november 1815 werd Alexander I van Rusland in Warschau verwelkomd als de nieuwe koning van Polen. 
Tijdens de Pools-Russische Oorlog van 1919 tot 1921 werd het Rode Leger tot staan gebracht voor de poorten van Warschau en tot de terugtocht gedwongen door het Poolse leger (met hulp van Franse adviseurs). Deze gebeurtenis is de geschiedenis ingegaan als het "Wonder aan de Weichsel", omdat de rest van Europa behoed zou zijn voor het bolsjewisme.

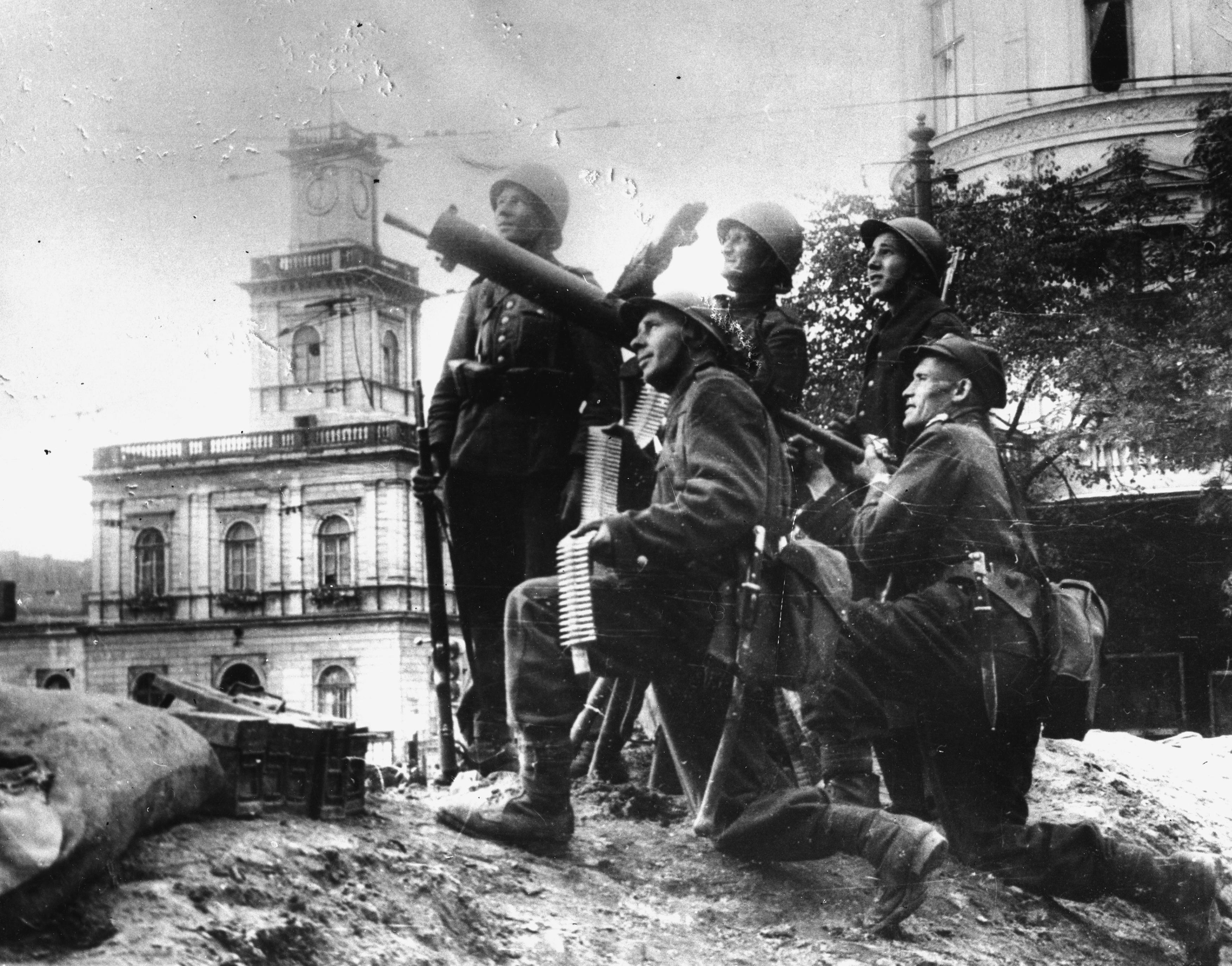
Het Poolse leger verdedigt Warschau tegen de Duitsers in september 1939.

De Tweede Wereldoorlog verliep bijzonder desastreus en tragisch voor de stad: het omvangrijke joodse getto werd vernietigd na de joodse opstand in 1943, en de stad werd voor meer dan 90% verwoest tijdens en na de Opstand van Warschau van 1944. Elk jaar op 1 augustus om 17:00 herdenken de Warschauers het Uur 'W', het exacte moment waarop Operatie Storm in 1944 had moeten beginnen, een strategisch geplande opstand tegen de Duitse bezetters in de stad, dat zou leiden tot de Opstand van Warschau. Na afloop van de laatste opstand werden alle overgebleven inwoners de stad uit gedreven. De bevolking daalde van 1,3 miljoen in 1939 tot 420.000 in september 1945.
In de naoorlogse tijd is het oude centrum (Stare Miasto) echter zoveel mogelijk in oude stijl herbouwd. De stad staat tegenwoordig op de Werelderfgoedlijst van de UNESCO. De nauwgezette restauratie ging de geschiedenis in als het "Wonder van Warschau".

## Bestuurlijke indeling
Tot 1994 waren er 7 districten in Warschau: Śródmieście, Praga Północ, Praga Południe, Żoliborz, Wola, Ochota, Mokotów. Tussen 1994 en 2002 waren er 11 districten: Centrum, Białołęka, Targówek, Rembertów, Wawer, Wilanów, Ursynów, Włochy, Ursus, Bemowo, Bielany. Sinds 2002 bestaat Warschau uit de volgende 18 districten:
| District       | Inwoners  | Gebied     |
| -------------- | --------- | ---------- |
| Mokotów        | 225.571   | 35,4 km²   |
| Praga Południe | 182.588   | 22,4 km²   |
| Ursynów        | 148.876   | 48,6 km²   |
| Wola           | 137.692   | 19,26 km²  |
| Bielany        | 133.778   | 32,3 km²   |
| Śródmieście    | 126.143   | 15,57 km²  |
| Targówek       | 123.214   | 24,37 km²  |
| Bemowo         | 113.066   | 24,95 km²  |
| Ochota         | 89.383    | 9,7 km²    |
| Białołęka      | 89.234    | 73,04 km²  |
| Praga Północ   | 71.675    | 11,4 km²   |
| Wawer          | 69.898    | 79,71 km²  |
| Ursus          | 50.355    | 9,35 km²   |
| Żoliborz       | 48.060    | 8,5 km²    |
| Włochy         | 39.690    | 28,63 km²  |
| Rembertów      | 23.320    | 19,30 km²  |
| Wesoła         | 22.757    | 22,6 km²   |
| Wilanów        | 19.146    | 36,73 km²  |
| Totaal         | 1.714.446 | 521,81 km² |

## Bezienswaardigheden

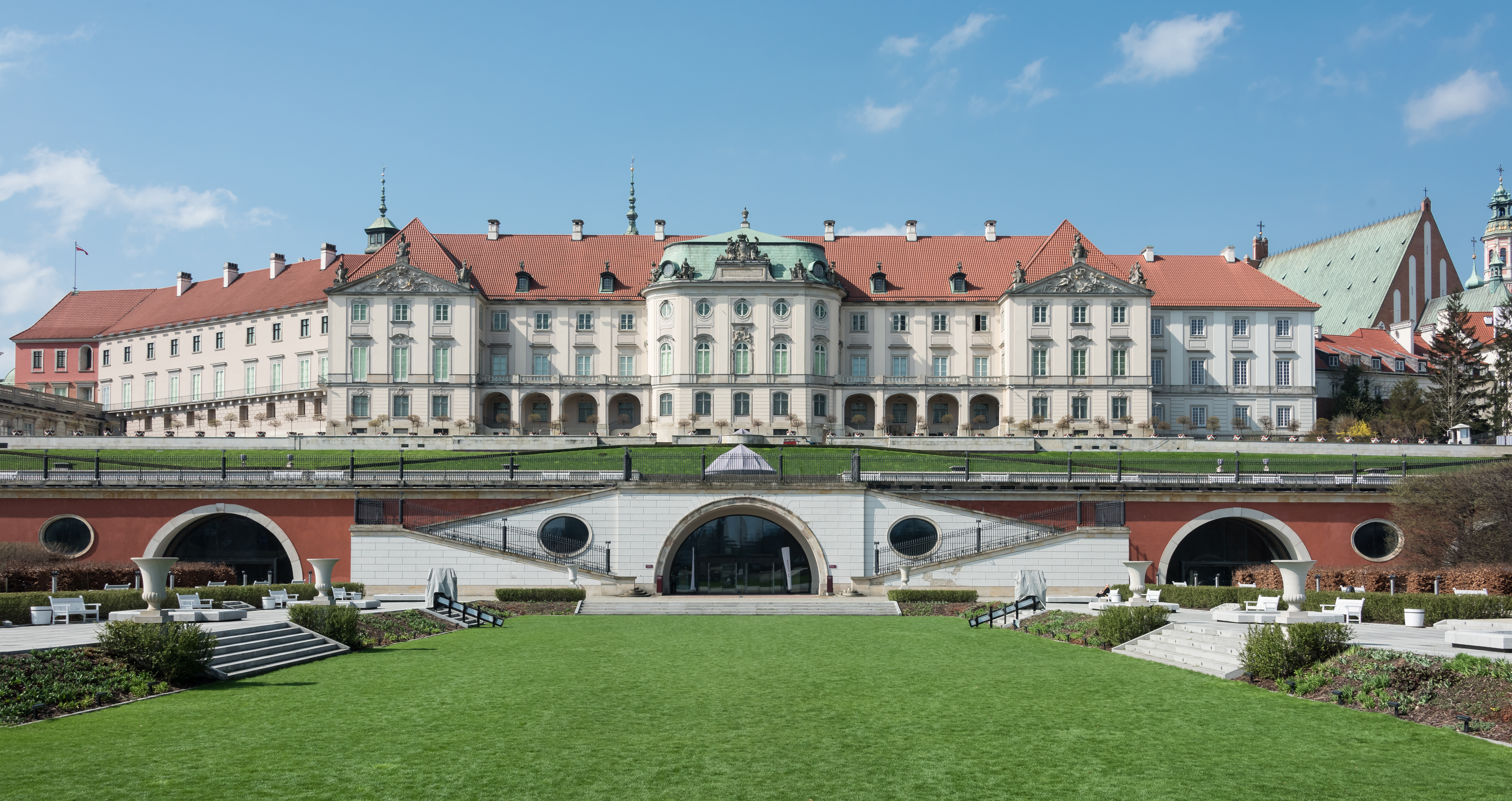
Koninklijk Kasteel, wegens politieke redenen relatief laat in de jaren 70 herbouwd

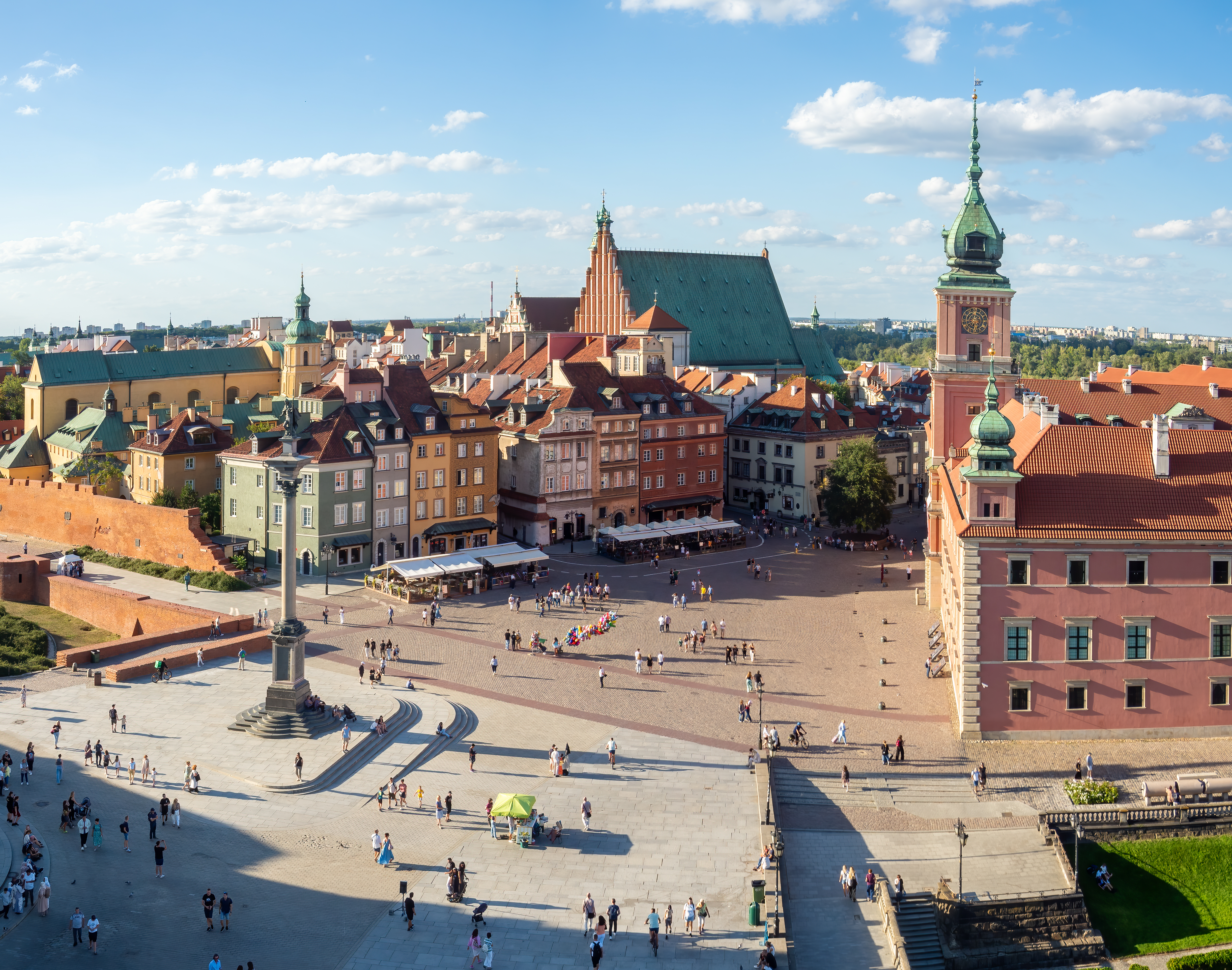
Slotplein

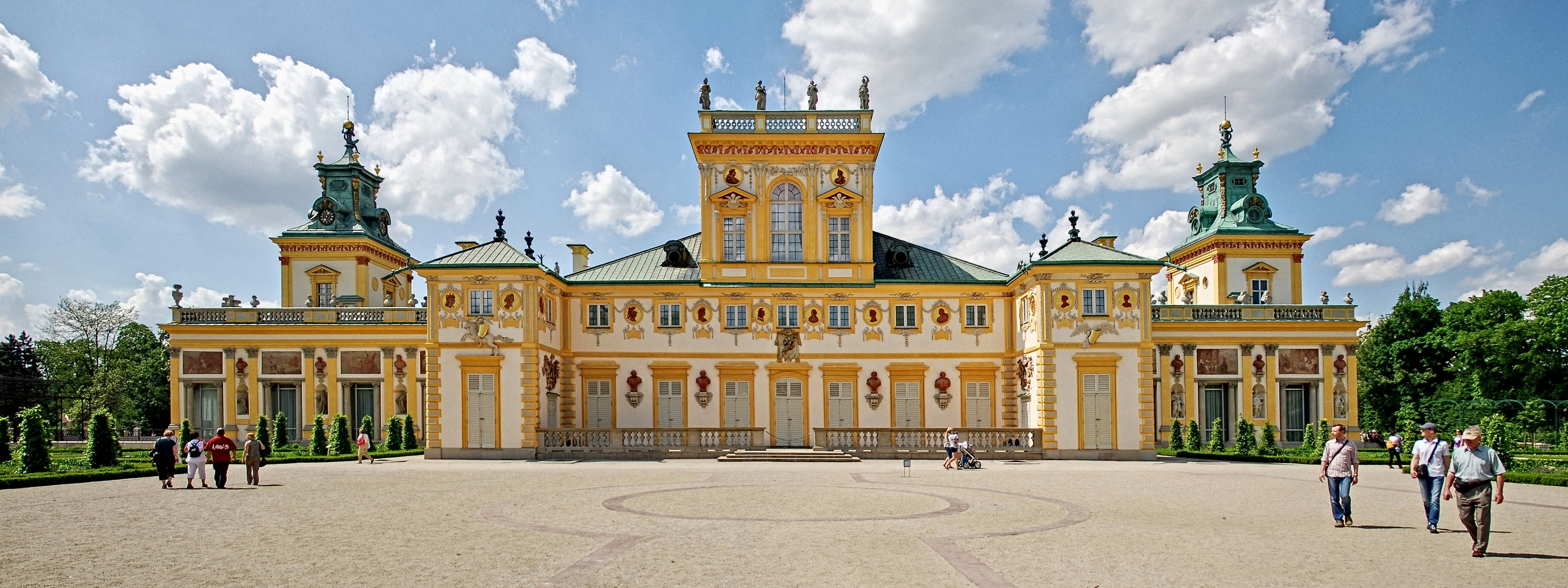
Wilanówpaleis

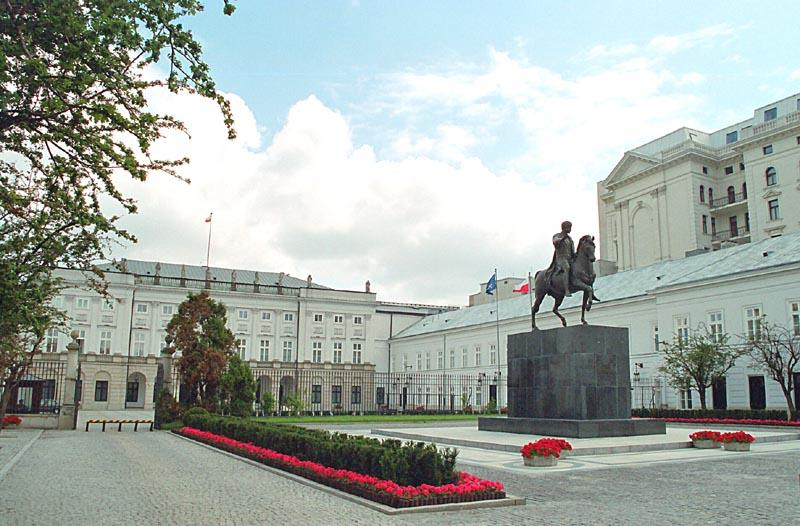
Presidentieel Paleis met het monument van Poniatowski

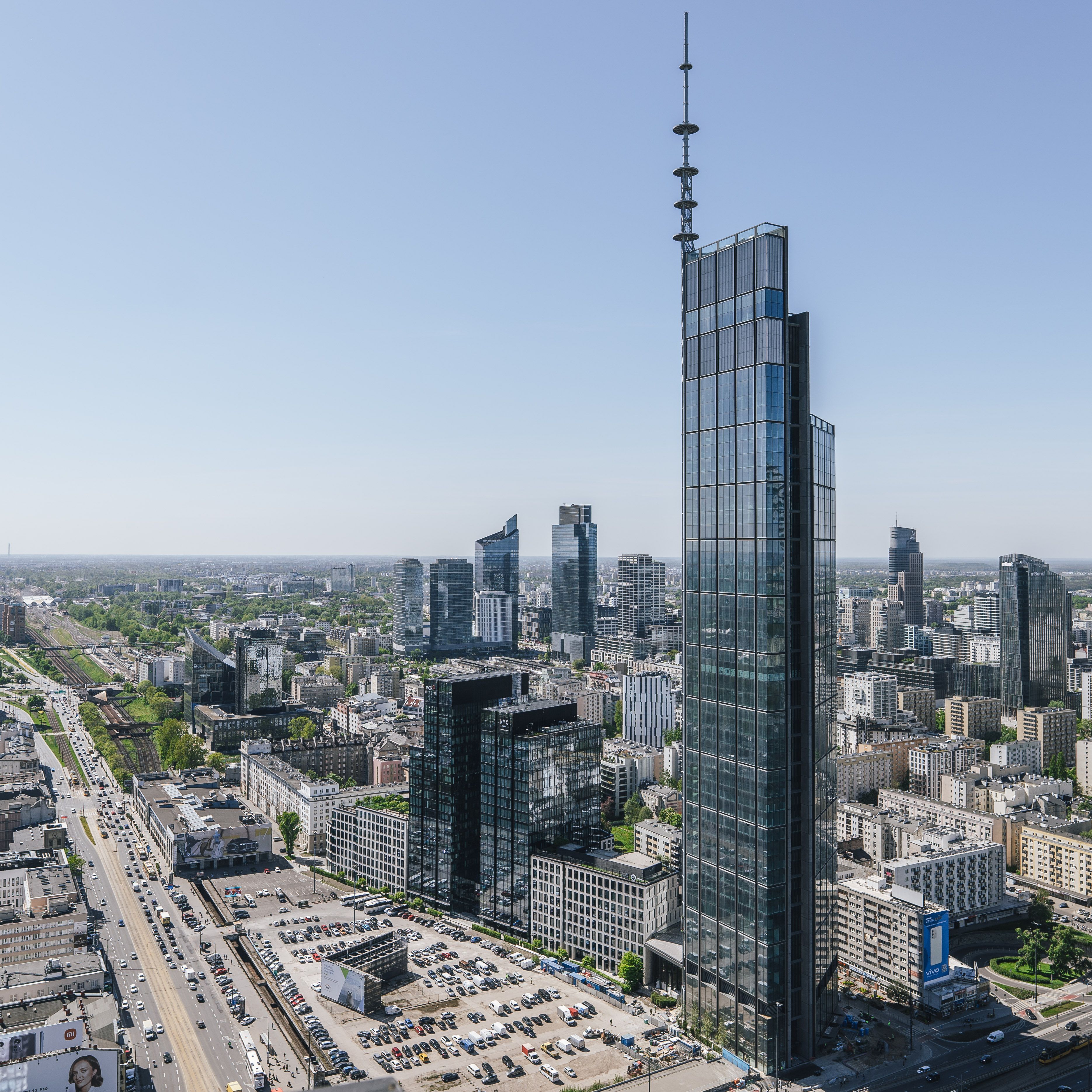
Skyline van Warschau

Het hart van de oude stad Stare Miasto is de Rynek Starego Miasta, het oude marktplein, omgeven door kleurige huizen, die tussen 1949 en 1963 minutieus herbouwd werden onder leiding van een Russische architect. Ook andere straten en een deel van de oude omwalling (met het bastion Barbakan) werden hersteld.
Aan de rand van de oude stad bevindt zich het Slotplein (Plac Zamkowy) met het Koninklijk Paleis (17e-eeuws, herbouwd) en de aan koning Sigismund III Wasa gewijde gedenkzuil (Zygmunt-zuil). Sigismund was de koning van Polen die Warschau boven Krakau als hoofdstad verkoos, omdat het dichter bij Zweden lag.
Tot de grootste curiositeiten die in Warschau te zien zijn, behoren twee schilderijen van de Hollandse kunstschilder Rembrandt van Rijn (Geleerde aan een lessenaar en Jonge vrouw in een schilderijlijst) die voor het grote publiek in het Koninklijk Kasteel permanent worden tentoongesteld.
Bij dit plein begint de Koninklijke Route, bestaande uit de belangrijke boulevards Krakowskie Przedmiescie en Nowy Świat, die uiteindelijk naar de voormalige koninklijke buitenverblijven Wilanów leiden. Langs de route ligt ook het oudste en mooiste stadspark van Warschau, Łazienki-park.
Ten noorden van de oude stad ligt Nowe Miasto (de nieuwe stad) met gebouwen uit de 17e eeuw.
Ten westen van de oude binnenstad is na de Tweede Wereldoorlog een nieuw centrum verrezen. Dit gebied kenmerkt zich door hoge, modernistische gebouwen en brede straten; vaak met vrijliggende trambanen. Dit gebied is gebouwd rond het Paleis van Cultuur en Wetenschap, (Pools: Pałac Kultury i Nauki), een kolossaal bouwwerk in stalinistische stijl, gebouwd tussen 1952 en 1955 en een geschenk van Stalin aan de stad. Dit gebouw, naast het Centraal Station, is voor publiek toegankelijk, en biedt vanaf de hoogste verdieping uitzicht over de stad. De inwoners van Warschau hebben gemengde gevoelens bij het paleis, door de zeer gevoelige historische verbintenis met de voormalige Sovjet-Unie. Grapjes die wel worden gemaakt over het paleis zijn bijvoorbeeld: "Warschau is het mooist bekeken vanaf het Paleis van Cultuur en Wetenschappen: dan zie je het paleis zelf namelijk niet" en het wordt spottend ook weleens Peking genoemd. (Naar de afkorting PKiN.)
Sinds de val van het communisme in 1989 heeft Warschau zich in rap tempo getransformeerd. Moderne wolkenkrabbers domineren nu de skyline van Warschau, waar voorheen alleen het Paleis voor Cultuur en Wetenschappen opviel.

### Kerken
- Johanneskathedraal, een van de oudste kerken van de stad
- Jezuïetenkerk, tegenover de Johanneskathedraal, met een maniëristische façade
- Sint-Annakerk, in de buurt van het Slotplein, met een neoclassicistische façade
- Heilig-Kruiskerk, tegenover de universiteit, in barokke stijl
- Alexanderkerk, oorspronkelijk uit 1818, herbouwd na de Tweede Wereldoorlog
- Evangelisch-Augsburgse Kerk van de Heilige Drie-eenheid, een centraalbouw uit 1777, herbouwd na de Tweede Wereldoorlog
- Sint-Martinuskerk is een kerk gebouwd voor de augustijnen, stammend uit de 15e eeuw en verbouwd in de 17e en 18e eeuw
- Carolus Barromeuskerk, ontworpen door Domenico Merlini, is een achttiende-eeuwse kerk die toegang geeft tot de katholieke Powązkibegraafplaats.
- Sint-Jacekkerk, een 17e-eeuwse renaissance- en barokkerk, ontworpen door Tielman van Gameren en bekostigd door Koning Sigismund III van Polen en gebouwd voor de dominicanenorde. Deze kerk ligt schuin tegenover de 18e-eeuwse Heilige-Geestkerk
- Heilige-Geestkerk, een barokke kerk uit de 18e eeuw in de wijk Nieuwe stad, schuin tegenover de 17e-eeuwse kerk van de dominicanen Sint-Jacekkerk (Warschau) gelegen.
- Sint-Franciscuskerk is een barokke kerk uit de 17e eeuw in de wijk Nieuwe stad het is een kerk van de franciscanen.
- Mariakerk is een gotische kerk in de Nieuwe stad. Het is de oudste kerk in dit stadsdeel en een voorbeeld van baksteengotiek.
- Mariakoninginkathedraal is een 17e-eeuwse barokke kathedraal in de Nieuwe stad.
- Kapucijnenkerk is een 17e-eeuwse kerk, die gesticht werd door Jan III Sobieski in 1683 uit dankbaarheid voor de overwinning bij de Slag om Wenen. De kerk werd geïnspireerd door architect Izydor Affaita op de ontwerpen van Tielman van Gameren.
- Sint-Bennokerk een 17e-eeuwse kerk in de Nieuwe stad
- Johannes de Deokerk is een 18e-eeuwse kerk in de "Nieuwe stad"

### Paleizen
- Koninklijk Kasteel
- Królikarnia ("Konijnenstal")
- Łazienkipaleis
- Paleis onder het blikken dak (Pałac pod Blachą)
- Potockipaleis
- Raczyńskipaleis
- Sapiehapaleis
- Wilanówpaleis

### Parken en Tuinen
- Saksische Tuinen of Saksisch Park, een 18e-eeuws park gelegen nabij het toekomstige en historische Saksisch Paleis
- Krasińskituin of Krasiński Park, gelegen nabij het Krasińskipaleis
- Łazienki Park gelegen nabij het Łazienkipaleis. In grotere context maakt de Botanische Tuin (Warschau) en het negentiende-eeuwse Astronomisch observatorium hier ook onderdeel van uit.
- Dierentuin van Warschau

### Overige
- Graf van de onbekende soldaat
- Piłsudski-plein
- Fuggerhuis (Warschau)
- Koninklijke Route

## Cultuur

### Musea
- Nationaal Museum[5]
- Museum van de Poolse geschiedenis
- Muzeum Wojska Polskiego (Museum Poolse leger)
- Museum voor Moderne Kunst (MSN)
- Zamek Królewski (Koninklijk Kasteel)
- Nationale Kunstgalerie Zacheta
- Museum van de Opstand van Warschau
- POLIN, Museum voor de Geschiedenis van de Poolse Joden
- Czapski-paleis met het museum van de kunstacademie en de Salon Chopin
- Museum Frédéric Chopin
- Museum van Warschau
- Neonmuseum
- Wetenschappelijk Centrum Copernicus

## Economie

### Winkelen
De meeste winkels zijn in de Oude Stad, langs de Ulica Krakowskie Przedmieście en de Ulica Nowy Świat. De belangrijkste winkelstraten van Warschau zijn de Chmielna en de Nowy Świat. Aan de straat Marszałkowska, tegenover het cultuurpaleis, zijn grote warenhuizen.
Ulica Chmielna en Złote Tarasy zijn winkelcentra. Andere winkelcentra liggen in de voorsteden zoals Arkadia en Galeria Mokotów, ze zijn tot tien uur ’s avonds open.
Iedere zondag is er een antiekmarkt in Kolo, aan de westkant van de stad.
Dankzij de gunstige ligging in het centrum van het land en de uitgebreide infrastructuur hebben internationale bedrijven en ondernemingen hun hoofdkantoor in Warschau. Tot de grootste werkgevers in de stad behoren: LOT (Poolse luchtvaartmaatschappij), de Universiteit van Warschau, instellingen en kantoren, Samsung, AstraZeneca, Saint-Gobain, Danone en CD Projekt.

## Onderwijs
In Warschau is onder andere de Academie voor Schone Kunsten in Warschau, de Universiteit van Warschau en de Technische Universiteit Warschau.

## Sport

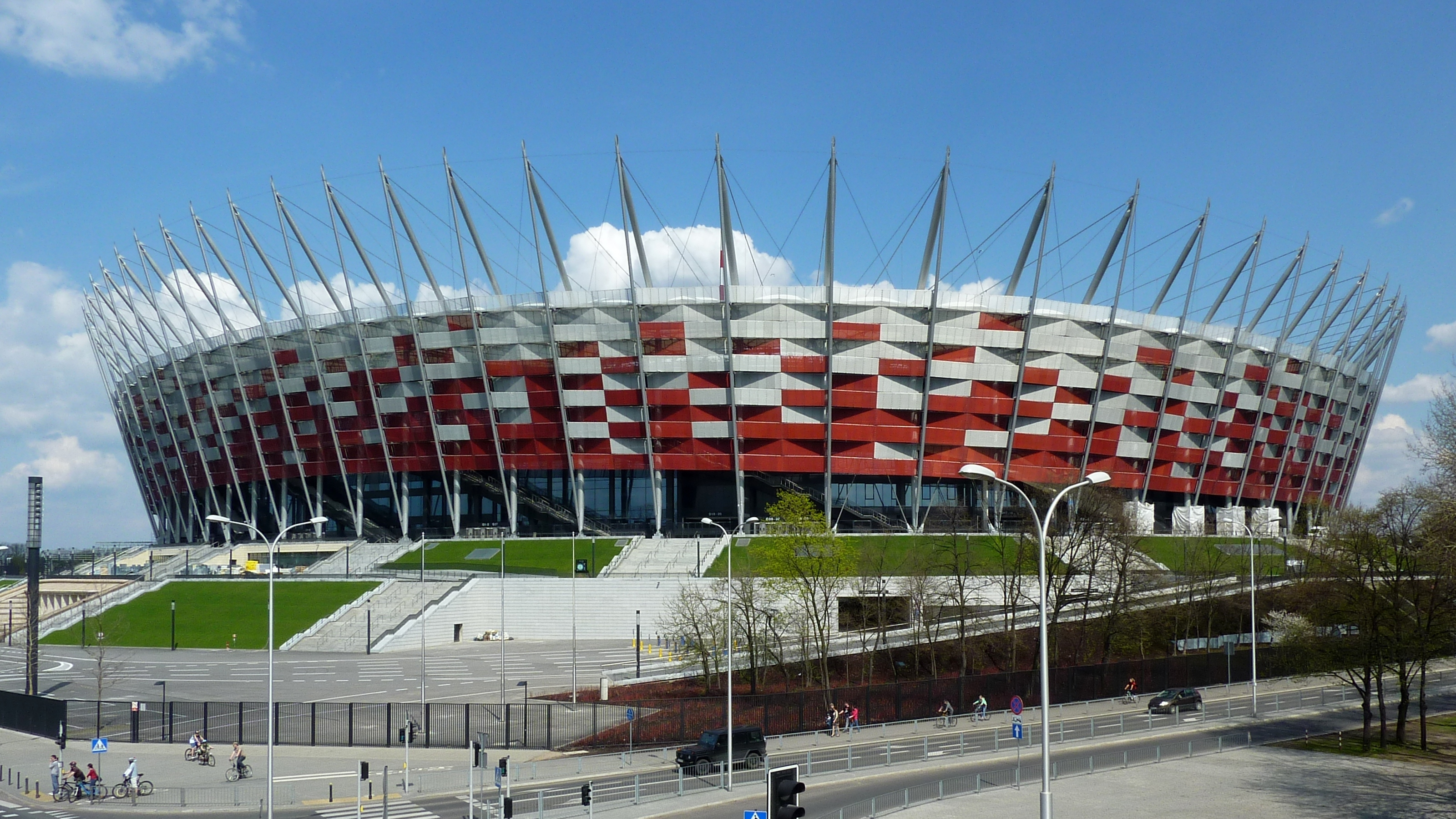
Het Nationaal Stadion

Warschau heeft twee voetbalclubs, Legia Warschau en Polonia Warschau. Legia is de populairste en grootste club van de stad. Zij wonnen 14 keer de landstitel en zijn daarmee sinds 2020 mede recordhouder. Legia speelt in het Wojska Polskiegostadion, en komen uit in de Ekstraklasa.
Polonia Warschau werd 2 keer landskampioen (de laatste keer in 2000). Door financiële problemen speelt Polonia Warschau al een aantal jaren niet meer op het hoogste niveau.
In juni 2012 werd in het Nationaal Stadion een deel van het programma van het EK voetbal 2012 afgewerkt.
In Warschau bevindt zich de onoverdekte ijsbaan Tor Stegny. Met deze ijsbaan was Warschau gastheer van het WK afstanden van 1997. Tevens werd er in 1992 en 2015 geschaatst om de wereldtitels bij de junioren. In 2003 werd het WK shorttrack in Warschau georganiseerd.

## Verkeer en vervoer
De primaire luchthaven is Warschau Frédéric Chopin. De stad beschikt ook over een in 2012 geopend alternatief vliegveld voor low-cost maatschappijen; Luchthaven Warschau Modlin.
De stad ligt aan de Poolse A2 snelweg, deel van de Europese weg 30 en aan verschillende expreswegen (onder andere de S7 en S8).
Warschau beschikt sinds 1995 over een metro. Ook is er vervoer per tram.
Het belangrijkste spoorwegstation is Station Warszawa Centralna. Andere stations zijn:
- Station Targówek
- Station Warszawa Aleje Jerozolimskie
- Station Warszawa Aleje Jerozolimskie WKD
- Station Warszawa Anin
- Station Warszawa Choszczówka
- Station Warszawa Dawidy
- Station Warszawa Falenica
- Station Warszawa Gdańska
- Station Warszawa Gocławek
- Station Warszawa Gołąbki
- Station Warszawa Jeziorki
- Station Warszawa Kaliska (voormalig)
- Station Warszawa Miedzeszyn
- Station Warszawa Ochota
- Station Warszawa Ochota WKD
- Station Warszawa Okęcie
- Station Warszawa Olszynka Grochowska
- Station Warszawa Płudy
- Station Warszawa Powiśle
- Station Warszawa Praga
- Station Warszawa Radość
- Station Warszawa Rakowiec
- Station Warszawa Reduta Ordona
- Station Warszawa Rembertów
- Station Warszawa Salomea
- Station Warszawa Służewiec
- Station Warszawa Śródmieście
- Station Warszawa Śródmieście WKD
- Station Warszawa Stadion
- Station Warszawa Toruńska
- Station Warszawa Ursus Północny
- Station Warszawa Wawer
- Station Warszawa Wesoła
- Station Warszawa Wileńska
- Station Warszawa Włochy
- Station Warszawa Wola
- Station Warszawa Wola Grzybowska
- Station Warszawa Wschodnia Osobowa
- Station Warszawa Wschodnia Towarowa
- Station Warszawa Zachodnia
- Station Warszawa Zachodnia WKD
- Station Warszawa Żerań
- Station Warszawa Zoo

## Klimaat
Warschau ligt op de grens tussen zeeklimaat en landklimaat. Door de opwarming van de Aarde is de classificatie aan het wijzigen van Dfb naar Cfb, volgens het systeem van Köppen. Dit gebeurt bij een gemiddelde temperatuur boven −3 °C in de koudste maand.
| Maand                  | jan  | feb  | mrt  | apr  | mei  | jun  | jul  | aug  | sep  | okt  | nov  | dec  | Jaar  |
| ---------------------- | ---- | ---- | ---- | ---- | ---- | ---- | ---- | ---- | ---- | ---- | ---- | ---- | ----- |
| Gemiddeld maximum (°C) | 0,4  | 1,9  | 6,8  | 13,1 | 19,3 | 21,9 | 23,6 | 23,4 | 17,9 | 12,3 | 5,5  | 1,9  | 12,3  |
| Gemiddeld minimum (°C) | −4,8 | −4,0 | −1,0 | 3,1  | 8,1  | 11,3 | 12,9 | 12,3 | 8,6  | 4,4  | 0,3  | −2,8 | 4,0   |
|                        |      |      |      |      |      |      |      |      |      |      |      |      |       |
| Neerslag (mm)          | 22,1 | 22,0 | 28,1 | 34,8 | 50,7 | 71,3 | 73,2 | 59,0 | 49,0 | 38,2 | 36,6 | 34,6 | 519,6 |
| Bron: WMO: (1971-2000) |      |      |      |      |      |      |      |      |      |      |      |      |       |

## Stedenbanden
- Berlijn (Duitsland), sinds 1991
- Buenos Aires (Argentinië), sinds 1992
- Bursa (Turkije)
- Den Haag (Nederland), sinds 1990
- Düsseldorf (Duitsland)
- Madrid (Spanje)
- Moskou (Rusland), sinds 1993 tot 2022 (beëindigd door de Gemeenteraad van Warschau)
- Parijs (Frankrijk), sinds 1999
- Seoel (Zuid-Korea), sinds 1996
- Sint-Petersburg (Rusland), sinds 1997
- Tel Aviv (Israël)
- Toronto (Canada)